# Департамент электрической и механической служб Гонконга
Департамент электрической и механической служб Гонконга отвечает за контроль и обеспечение функционирования и безопасности многих электро- и газовых установок; железных дорог и трамваев, лифтов и эскалаторов; аттракционов; рабочих платформ на строительных площадках, и многих других различных областях.